# Phát triển bản thân
Phát triển bản thân là hoạt động nhằm nâng cao kiến thức và hình ảnh bản thân, phát triển tài năng và khả năng, tích lũy tài sản và sự nghiệp, nâng cao chất lượng cuộc sống và làm sáng tỏ những ước mơ và hoài bão. Khái niệm này không chỉ dừng lại ở phát triển bản thân mà nó còn bao gồm các hoạt động chính thức và không chính thức để phát triển người khác trong những vai trò như thầy giáo, hướng dẫn viên, tư vấn viên, quản lý, huấn luyện viên. Nói cho cùng, phát triển bản thân diễn ra trong bối cảnh thể chế, nó liên quan tới phương pháp, chương trình, công cụ, kỹ thuật và hệ thống đánh giá nhằm hỗ trợ con người phát triển ở mức độ cá nhân trong các tổ chức.
Ở mức độ cá nhân, phát triển bản thân bao gồm các hoạt động sau đây:
- Nâng cao kiến thức
- Nâng cao nhận thức về bản thân
- Xây dựng và làm mới hình ảnh cá nhân
- Phát triển sức mạnh và tài năng
- Phát triển tư duy lành mạnh
- Nâng cao sự tự tin
- Tự tạo ra nhiều cơ hội
- Phát triển cảm xúc cá nhân
- Làm giàu
- Phát triển tinh thần
- Phát hiện và bồi dưỡng khả năng
- Phát triển sự nghiệp và sự giàu có
- Nâng cao sức khỏe
- Thực hiện ước mơ
- Xây dựng và thực hiện các kế hoạch phát triển cá nhân
- Nâng cao vị thế xã hội

Khái niệm này có thể hiểu rộng hơn phát triển cá nhân: phát triển cá nhân cũng bao gồm phát triển cho người khác. Điều này diễn ra qua nhiều vai trò như thầy giáo, tư vấn viên, cho dù thông qua khả năng cá nhân (như kỹ năng của những người lãnh đạo cụ thể để phát triển tiềm năng của người lao động) hoặc dịch vụ chuyên nghiệp (như đào tạo, đánh giá hoặc huấn luyện).
Ngoài phát triển bản thân và phát triển cho người khác, phát triển cá nhân còn là một lĩnh vực thực hành và nghiên cứu. Khi là một lĩnh vực thực hành nên nó có phương pháp phát triển bản thân, chương trình học, hệ thống đánh giá, công cụ và kỹ thuật. Khi là một lĩnh vực nghiên cứu, phát triển bản thân ngày càng xuất hiện nhiều trên các báo khoa học, chương trinhn cao học, báo chuyên ngành quản lý và sách kinh doanh.
Mọi loại hình phát triển, cho dù là kinh tế, chính trị, tổ chức hay cá nhân - đều cần một khuôn khổ để biết liệu đã có thay đổi nào diễn ra chưa. Trong lĩnh vực phát triển bản thân, một người có thể đánh giá được điều này, nhưng để giám sát chéo một cách khách quan cần sử dụng những tiêu chí đánh giá. Khung đánh giá phát triển cá nhân đặt ra những mục tiêu cần đạt được, phương pháp và đánh giá quá trình, những mốc xác định cùng với tiến trình phát triển và hệ thống phản hồi cung cấp thông tin về những thay đổi diễn ra.

## Lĩnh vực kinh doanh phát triển bản thân
Có nhiều hình thức kinh doanh liên quan tới phát triển bản thân. Hai phương thức chủ yếu nhất là doanh nghiệp - người sử dụng dịch vụ và doanh nghiệp với doanh nghiệp, hiện nay có hai phương thức mới đang nổi lên là người sử dụng tới doanh nghiệp và khách hàng tới khách hàng.
Hình thức doanh nghiệp - người sử dụng bao gồm: xuất bản các cuốn sách, tổ chức khóa học và truyền đạt kỹ năng cho cá nhân chẳng hạn:
Những phương pháp mới:
- Tập thể dục, thể hình
- Chăm sóc sắc đẹp
- Chương trình giảm cân
- Lớp học về sức khỏe, sắc đẹp

Những phương pháp truyền thống:
- Tập Yoga
- Tập võ
- Thiền

Có một số chương trình được giảng dạy trên mạng internet kèm theo việc bán dụng cụ tập luyện, chẳng hạn sách phát triển bản thân, dạy các công thức nấu ăn để giảm cân hoặc phương pháp tập yoga và võ thuật
Dưới đây là danh sách những sản phẩm mà doanh nghiệp dành cho cá nhân:
- Sách
- Diễn thuyết về phát triển bản thân
- Chương trình học trực tuyến
- Hội thảo
- Tư vấn cá nhân
- Đào tạo
- Các cuộc khảo sát về bản thân
- Hoạt động xã hội